# Genyorchis macrantha
Genyorchis macrantha là một loài thực vật thuộc họ Orchidaceae. Đây là loài đặc hữu của Cameroon. Môi trường sống tự nhiên của chúng là rừng khô nhiệt đới hoặc cận nhiệt đới.